# معادلة هاميلتون

معادلة هاميلتون في الفيزياء (بالإنجليزية:Hamilton function ) {\displaystyle {\mathcal {H}}(t,q,p)} هي معادلة تصف حركة نظام مكون من جسيمات وتعطي طاقته كدالة لموضع الجسيمات و وزخم حركتها . وهي معادلة تعتمد على الزمن {\displaystyle t} و إحداثيات الوضع {\displaystyle q=(q_{1},q_{2}\dots q_{n})} و زخم الحركة لكل الجسيمات {\displaystyle p=(p_{1},p_{2}\dots p_{n})} .
عند دراسة حركة جسيم كتلته {\displaystyle m} يتحرك بسرعة أقل بكثير من سرعة الضوء ويوجد في بئر جهدي V (مثال تقريبي : إلكترون يتحرك في جهد نواة الذرة) ، فيمكن حساب طاقة الحركة و طاقة الوضع للجسيم (الإلكترون) بالمعادلة:
{\displaystyle {\mathcal {H}}(t,\mathbf {q} ,\mathbf {p} )={\frac {\mathbf {p} ^{2}}{2\,m}}+V(\mathbf {q} )}
أما إذا أردنا وصف جسيم حر طليق يتحرك بسرعة مقاربة من سرعة الضوء نحصل على العلاقة بين الطاقة E وزخم الحركة p للجسيم الحر كالآتي:
{\displaystyle E^{2}-\mathbf {p} ^{2}\,c^{2}=m^{2}\,c^{4}}
حيث c سرعة الضوء ,
وتكون معادلة هاميلتون للجسيم الحر (مع أخذ تأثيرات النظرية النسبية الخاصة لأينشتاين في الحسبان) :
{\displaystyle {\mathcal {H}}(t,\mathbf {q} ,\mathbf {p} )={\sqrt {m^{2}\,c^{4}+\mathbf {p} ^{2}\,c^{2}}}\,.}
في ذلك المثالين (جسيم يتحرك في بئر جهدي لنواة أو جسيم حر) لا تعتمد دالة هاميلتون على الزمن ، وعلى ذلك يحتفظ الجسيم بطاقته الابتدائية ، فتكون طاقة الجسيم كمية محفوطة.

## دالة هاميلتون و دالة لاغرانج
تمكن تحويل دالة هاميلتون عن طريق تحويل ليجاندر فنحصل على دالة لاغرانج
{\displaystyle {\mathcal {L}}(t,q,{\dot {q}})} التي تعتمد على الإحداثيات المعممة للوضع والسرعات ,
{\displaystyle {\dot {q}}=({\dot {q}}_{1},{\dot {q}}_{2}\dots {\dot {q}}_{n})} :
{\displaystyle {\mathcal {H}}(t,q,p)=\sum _{k=1}^{n}{\dot {q}}_{k}\,p_{k}-{\mathcal {L}}(t,q,{\dot {q}})}
نجد على اليمين السرعات
{\displaystyle {\dot {q}}} التي تؤول إلى الدوال {\displaystyle {\dot {q}}(t,q,p)} عند تعريف زخوم الحركة حيث زخم الحركة p :
{\displaystyle p_{k}={\frac {\partial {\mathcal {L}}}{\partial {\dot {q}}_{k}}}}
واستنباطها من السرعات.
وعلى سبيل المثال يعتمد زخم الحركة لجسيم يتحرك بسرعة مقاربة من سرعة الضوء طبقا لدالة لاغرانج :
{\displaystyle {\mathcal {L}}=-m\,c^{2}{\sqrt {1-{\dot {\mathbf {q} }}^{2}/c^{2}}}}
{\displaystyle \mathbf {p} ={\frac {m{\dot {\mathbf {q} }}}{\sqrt {1-{\dot {\mathbf {q} }}^{2}/c^{2}}}}}
أي يعتمد زخم الحركة على السرعات .
وبالعكس نجد ان السرعة دالة لزخم الحركة :
{\displaystyle {\dot {\mathbf {q} }}={\frac {\mathbf {p} \,c^{2}}{\sqrt {m^{2}\,c^{4}+\mathbf {p} ^{2}\,c^{2}}}}}
وتحدد دالة هاميلتون تغير مكان الجسيمات و زخمها الحركي مع الزمن من خلال معادلة هاميلتون للحركة .
{\displaystyle {\dot {q}}_{k}={\frac {\partial {\mathcal {H}}}{\partial p_{k}}}\ ,\quad {\dot {p}}_{k}=-{\frac {\partial {\mathcal {H}}}{\partial q_{k}}}\,.}
كذلك يعين معامل هاميلتون التغير مع الزمن في ميكانيكا الكم . ويمكن الحصول عليه في مسائل كثيرة من دالة هاميلتون مع أخذ الكمومية في الاعتبار ، وصياغة الدالة {\displaystyle {\mathcal {H}}(t,q,p)} كدالة للمعاملين {\displaystyle q} و {\displaystyle p} .